# Jerker Eriksson (1911–1995)
Jerker (Erik) Eriksson, född 18 november 1911 i Österhaninge, död 1995, var en svensk konstnär.
Eriksson studerade konst för Isaac Grünewald och Signe Barth samt under studieresor till bland annat Belgien och Tyskland. Han bodde under flera år i Frankrike där han cyklade omkring i Bretagne och målade av naturen. Han medverkade i Unga tecknare på Nationalmuseum och i samlingsutställningar på Galleri 52 i Stockholm. Erikssons sista utställning var Mexico - folkets grafik på Kulturhuset i Stockholm 1988. Hans konst består av landskap men har främst målat figur och porträttstudier. Tillsammans med andra konstnärer hyrde Eriksson en ateljé i Kärrtorp, de kallade sig Kärrtorpsgruppen där bland annat Chenia Ekström var en av medlemmarna.